# Pseudosphaeroma tuberculatum
Pseudosphaeroma tuberculatum är en kräftdjursart som först beskrevs av Sivertsen och Lipke Bijdeley Holthuis 1980.  Pseudosphaeroma tuberculatum ingår i släktet Pseudosphaeroma och familjen klotkräftor. Inga underarter finns listade i Catalogue of Life.